# 舍尔斯塔布府
舍尔斯塔布府（Schürstabhaus）是德国纽伦堡的贵族住宅。它是纽伦堡老城区最重要的建筑古迹之一，也是纽伦堡历史之路的一站。

## 位置
舍尔斯塔布府位于塞巴尔德老城区，塞巴尔德广场以北，丢勒广场以东，稍高于对面的圣塞巴都堂。
过去，房子前面有一座哥特式的莫里茨教堂（Moritzkapelle）,1944年10月3日被炸弹完全摧毁。

## 历史

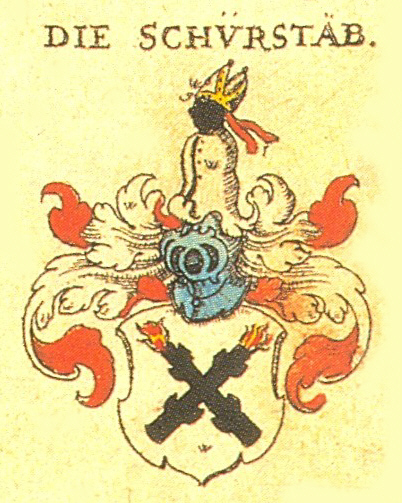
舍尔斯塔布家族的纹章

在12世纪，在这一地点有两座独立的房子，后来合并成一栋。1328-1478年，房子属于舍尔斯塔布家族 1390-1406年第一次重建。在1482/83年，两栋房子由新主人卡尔·施沃泽合并，并建造了一座内部小教堂。 从1508年到1518年，该建筑属于议员安东·特策尔，1645至1791年属于费策律师家族。在后来几个世纪里，房子逐渐年久失修。
1943年，屋顶在轰炸中被摧毁，后来只用紧急屋顶取代。直到1995-97年，这所房子才完全修复。